# Biserica de lemn din Ioanicești-Găbrieni

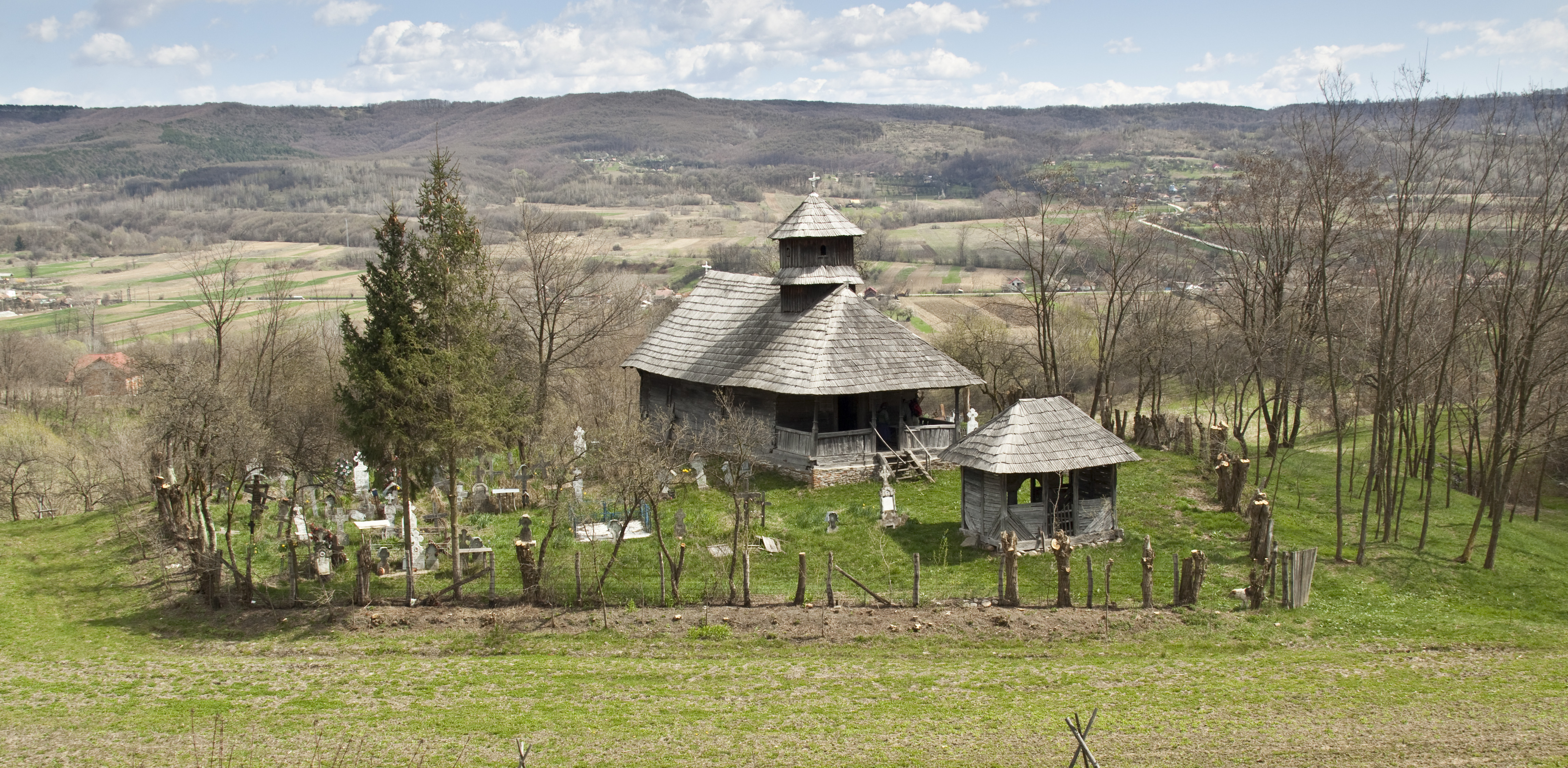
Biserica de lemn din Ioaniceşti-Găbrieni, județul Argeș. Foto: aprilie 2011

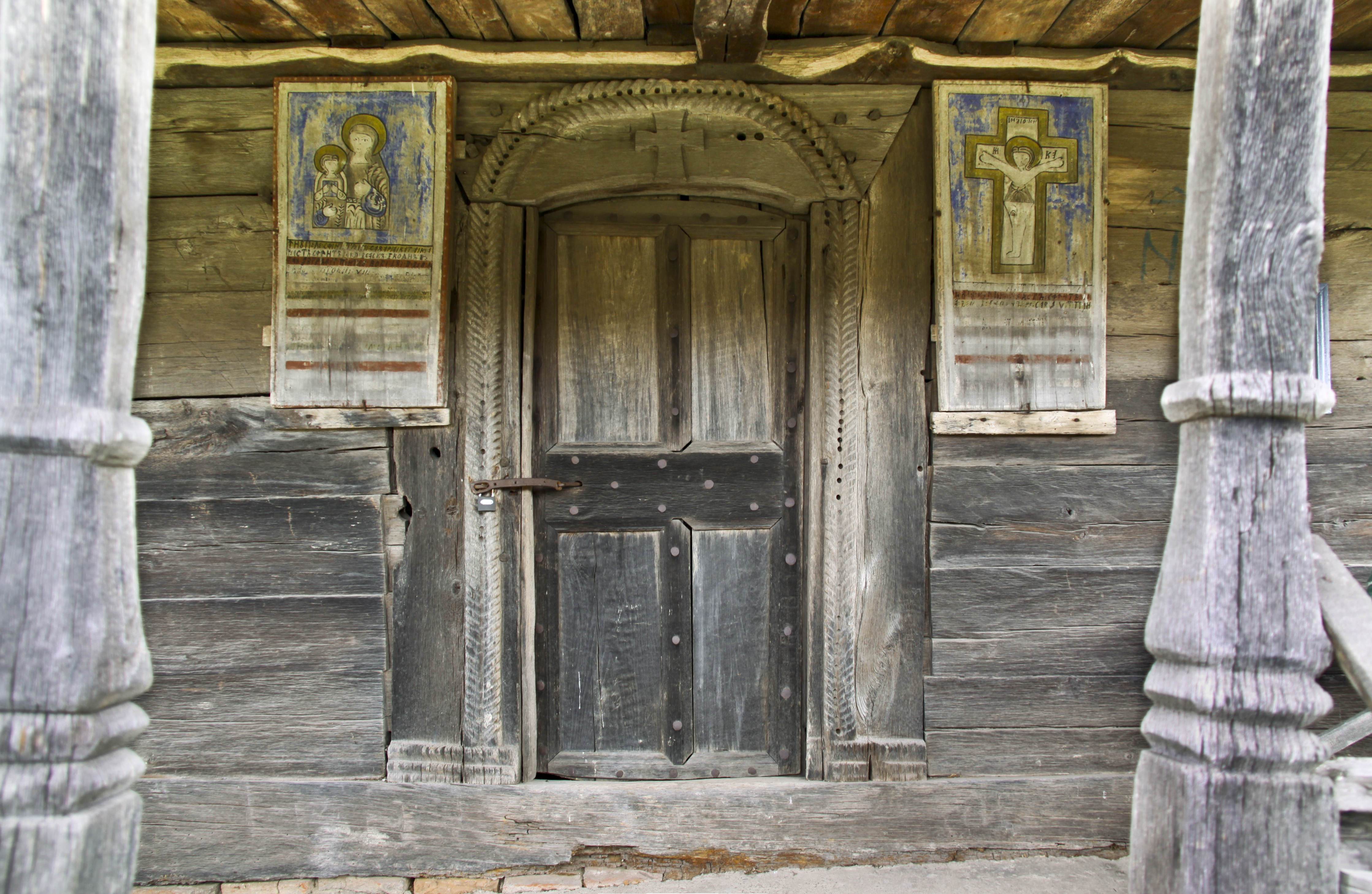
Intrarea în biserică. Foto: aprilie 2011

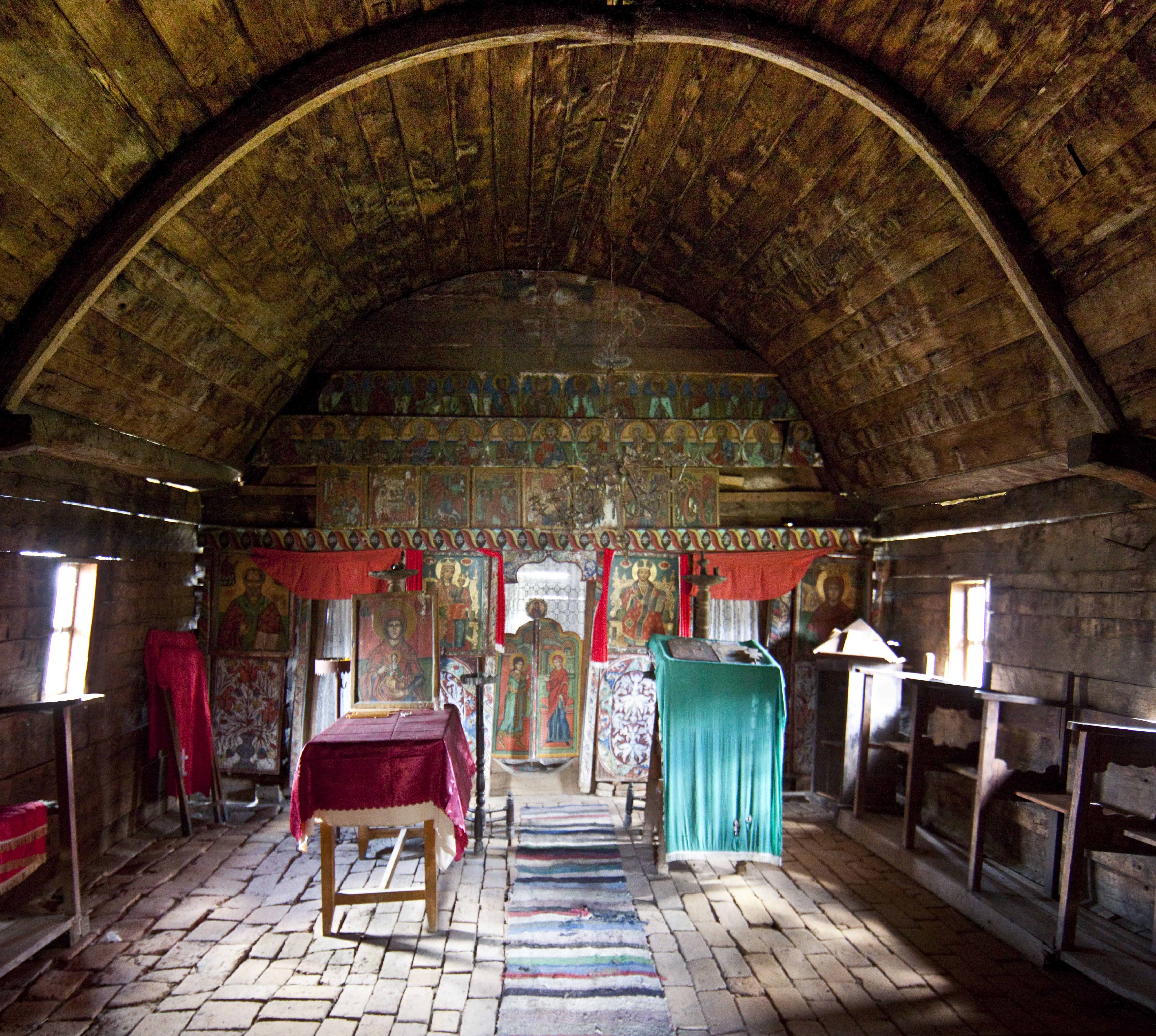
Interiorul naosului, iconostasul. Foto: aprilie 2011

Biserica de lemn din Ioanicești-Găbrieni, se află în cătunul Găbrieni din localitatea Ioanicești, comuna Poienarii de Argeș, județul Argeș, și poartă hramul „Cuvioasa Paraschiva”. În izvoare scrise a fost datată din anii 1742-1743, însă naosul și altarul sugerează o vechime mult mai mare. Tradiția indică aducerea ei din preajma Cotmenei, semnele de mutare confirmând atributul ei de biserică călătoare. Structura de lemn este bine conservată. În interior se distinge iconostasul de bună calitate și valoare artistică, datat la 1849 și semnat de zugravul Ghiță. Se disting elementele sculptate decorativ la intrare și la stâlpii pridvorului. Biserica este înscrisă pe noua listă a monumentelor istorice, LMI 2004:  AG-II-m-A-13705. Biserica formează împreună cu troița de la 1911, din fața bisericii, și cimitirul din jur un ansamblu valoros, așezat într-un cadru natural pitoresc.

## Istoric
Vechile catagrafii surprind cel puțin două biserici de lemn în Găbrieni, fost Alimăneștii de Jos, una cu hramurile „Sfântul Nicolae” și „Cuvioasa Paraschiva”, pe moșie megieșească, de moșneni, și una cu hramul „Sfinții Voievozi” pe moșia Schitului Berislăvești. S-a păstrat cea dintâi, astăzi cu hramul „Cuvioasa Paraschiva”, a țăranilor liberi din Găbrieni.
După tradiția locală, biserica de lemn este una călătoare. Ea a fost adusă în Găbrieni din preajma Cotmenei. Semnele de mutare, vizibile de jur-împrejurul pereților, confirmă transferul și montarea bisericii pe locul actual. Ea a fost prelungită cu pridvor și tindă, la un moment anterior mutării. Naosul și altarul se disting ca părțile cele mai vechi ale construcției, de o vechime mai mare decât secolul 18. Modelul bisericilor de lemn fără tindă este cel mai vechi cunoscut, fiind o trăsătură arhaică în arhitectura sacrală de lemn de la noi.
Datarea lăcașului, într-un anuar bisericesc de la 1909, din anii 1742-1743 trimit la anul 7251 al erei bizantine. Datarea nu se poate verifica, însă se presupune originea ei într-o pisanie sau însemnare, pierdută între timp. Nu se poate stabili dacă această datare marchează momentul mutării construcției pe actualul amplasament sau o eventuală rectitorire, care i-a adaus un alt doilea hram, așa cum a fost documentat în pragul secolului 19.
Iconostasul bisericii, datat pe icoanele împărătești din anul 1849, a fost atunci doar repictat. O inscripție zgăriată pe dosul icoanei Sf Maria cu Pruncul reține următorul text în alfabet chirilic: „leat 7288 Ene grămăticu”. Anul erei bizantine corespunde anilor 1779-1780 ai erei noastre, iar grămăticul Ene a fost un cântăreț-dascăl la biserică, care și-a semnat probabil donația, după vechiul obicei de marcare a faptelor ctitoricești.
Din memoria unei bătrâne din sat, consemnată de preotul Ioan Ioanicescu, biserica a avut de suferit în urma unui cutremur de pe la mijlocul secolului 19, probabil cutremurul de la 15 octombrie 1847. Refacerea bisericii după acest eveniment este indicată și de repictarea iconostasului, după cum aflăm însemnare pe cele două icoane împărătești: „1849 septembrie 3 de Ghiță zugrav”.
Biserica a trecut din timp în timp prin necesare lucrări de întreținere, mai ales ale acoperișului de draniță, care i-au asigurat existența de la o generație la alta. În anul 1909, în vremea unei verficări ale lăcașurilor de cult, biserica din Găbrieni „era ruinată și închisă de la 1878”. În anii următori biserica a fost reparată, iar în fața ei a fost ridicată troița pictată, semnată de pictorul Constantin Bunescu la anul 1911. În anul 1968 a fost restaurată de „Comitetul de Artă și Cultură” din Pitești. În toamna anului 2004 până în primăvara anului următor a fost încă odată refăcut acoperișul, prin meșterii Badea Gheorghe și Badea Constantin din Cicănești.

## Trăsături
În forma sa actuală biserica este rezultatul unor extinderi succesive spre apus. Biserica este ridicată în formele tradiționale, cu o pereți încheiați în boltă peste altar și naos, protejată de un acoperiș comun în patru ape și marcată pe vest, peste pridvor, de un turn. De la vest la est se trece dintr-o încăpere într-alta, începând cu pridvorul deschis, continuând cu tinda (pronaosul), biserica (naosul) și încheind cu altarul mai îngust, poligonal. Tinda și biserica sunt împărțite de un perete plin, perforat doar de accesul central, în ax. Altarul este ascuns de restul încăperilor prin structura iconostasului, prevăzut cu trei uși rituale. Întreaga construcție de lemn stă pe un fundament zidit, care preia denivelările de teren, ajungând în dosul altarului la apoape un metru de la nivelul pământului.

## Imagini din exterior

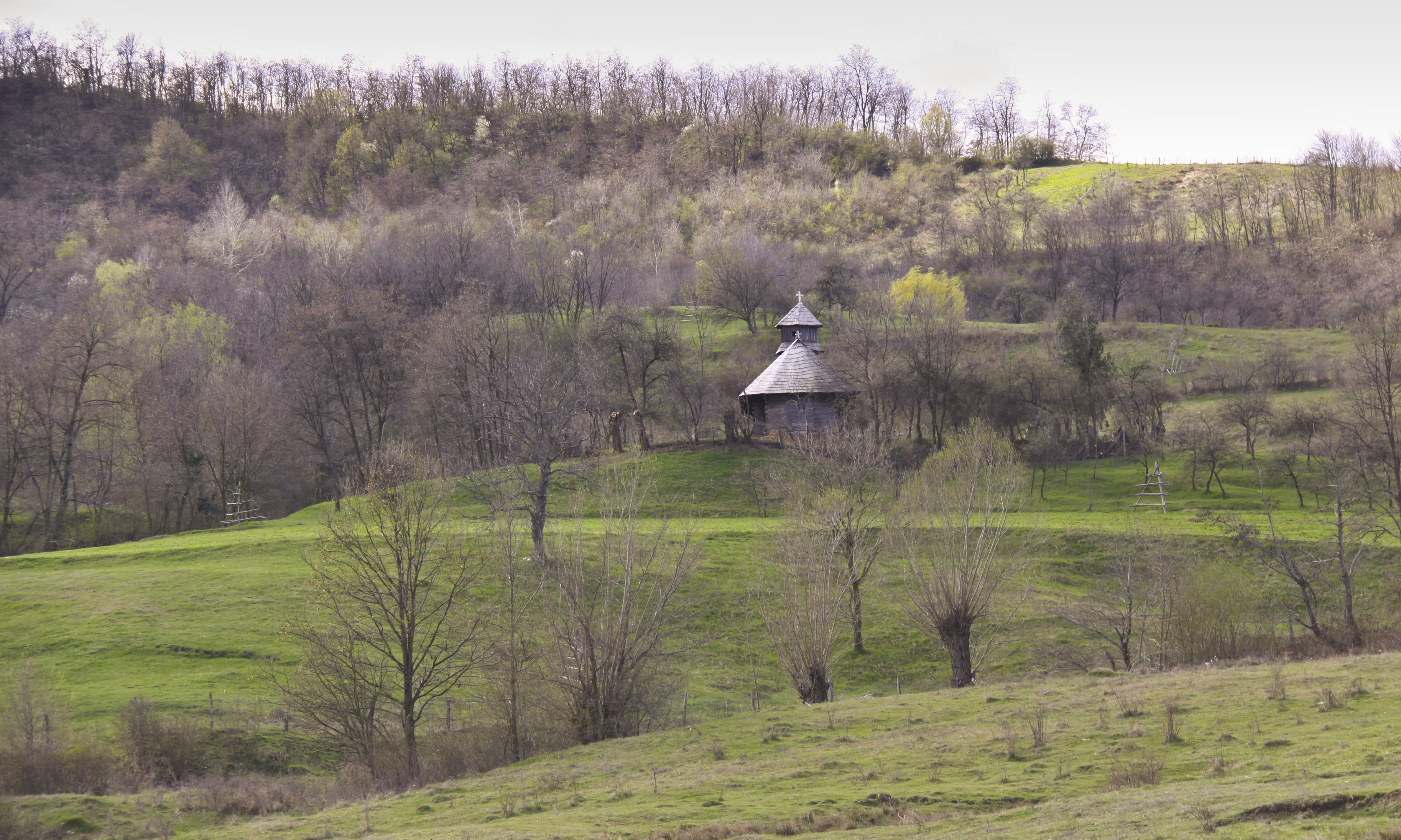
pe deal
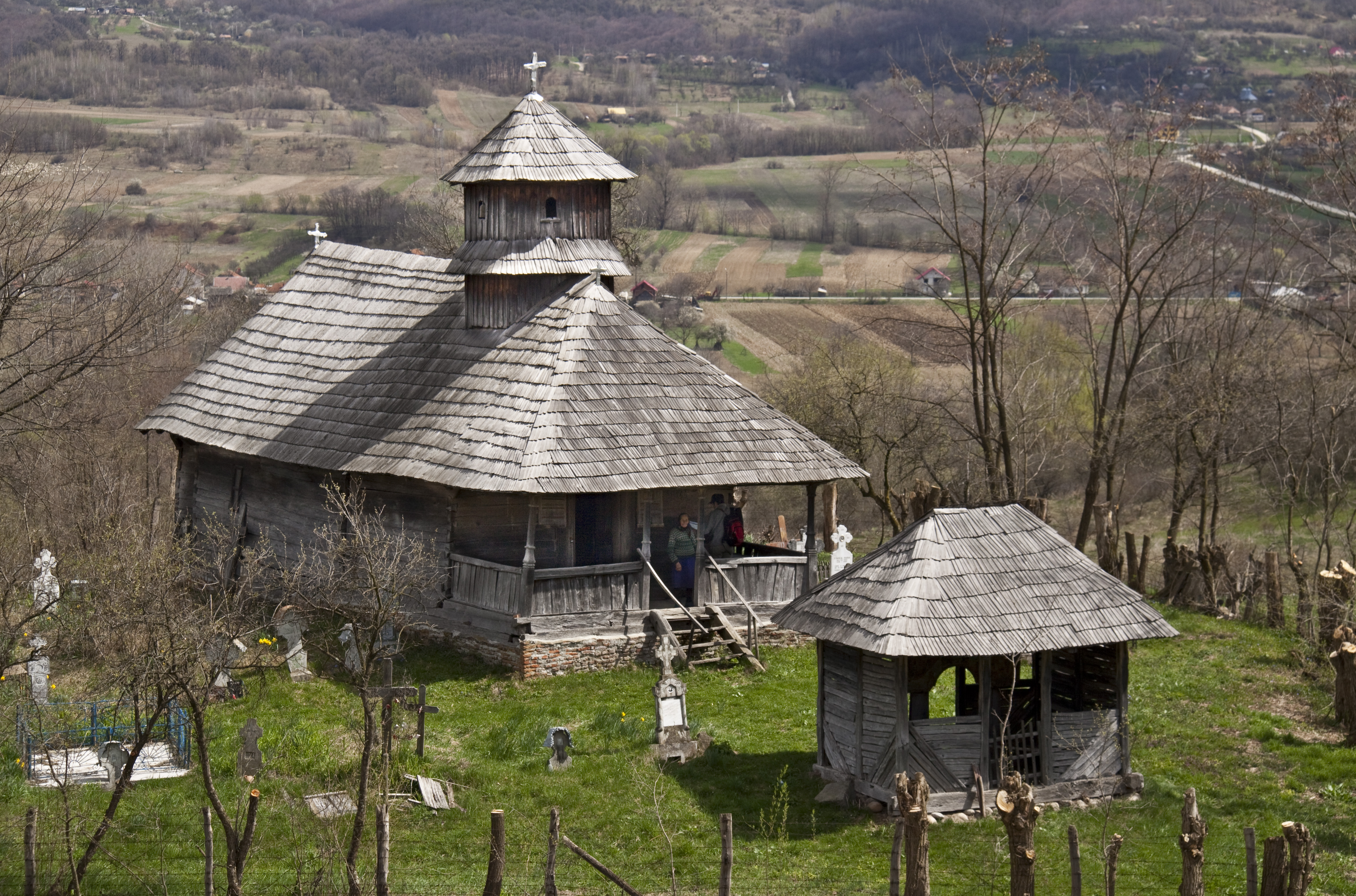
nord-vest
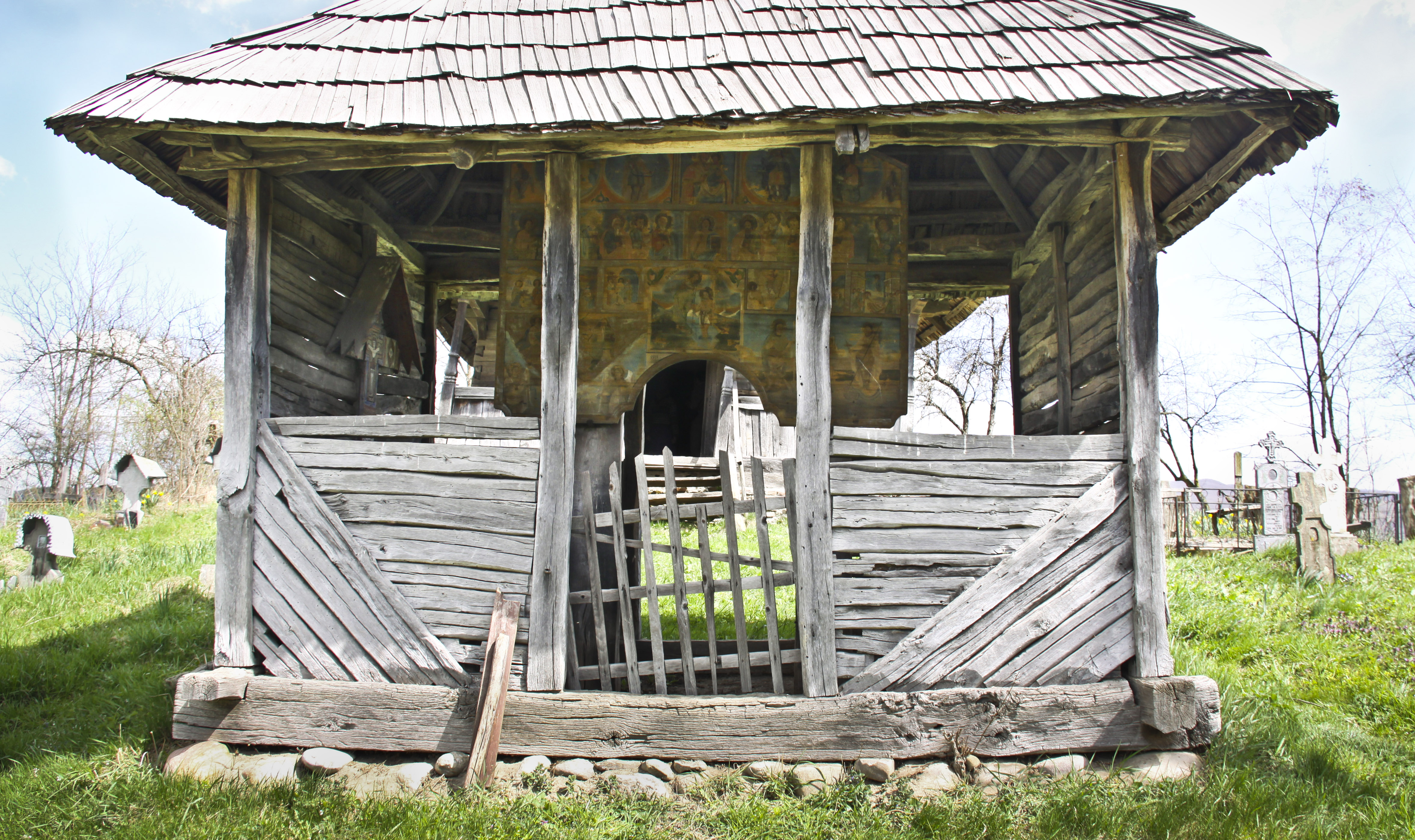
troiţă 1911
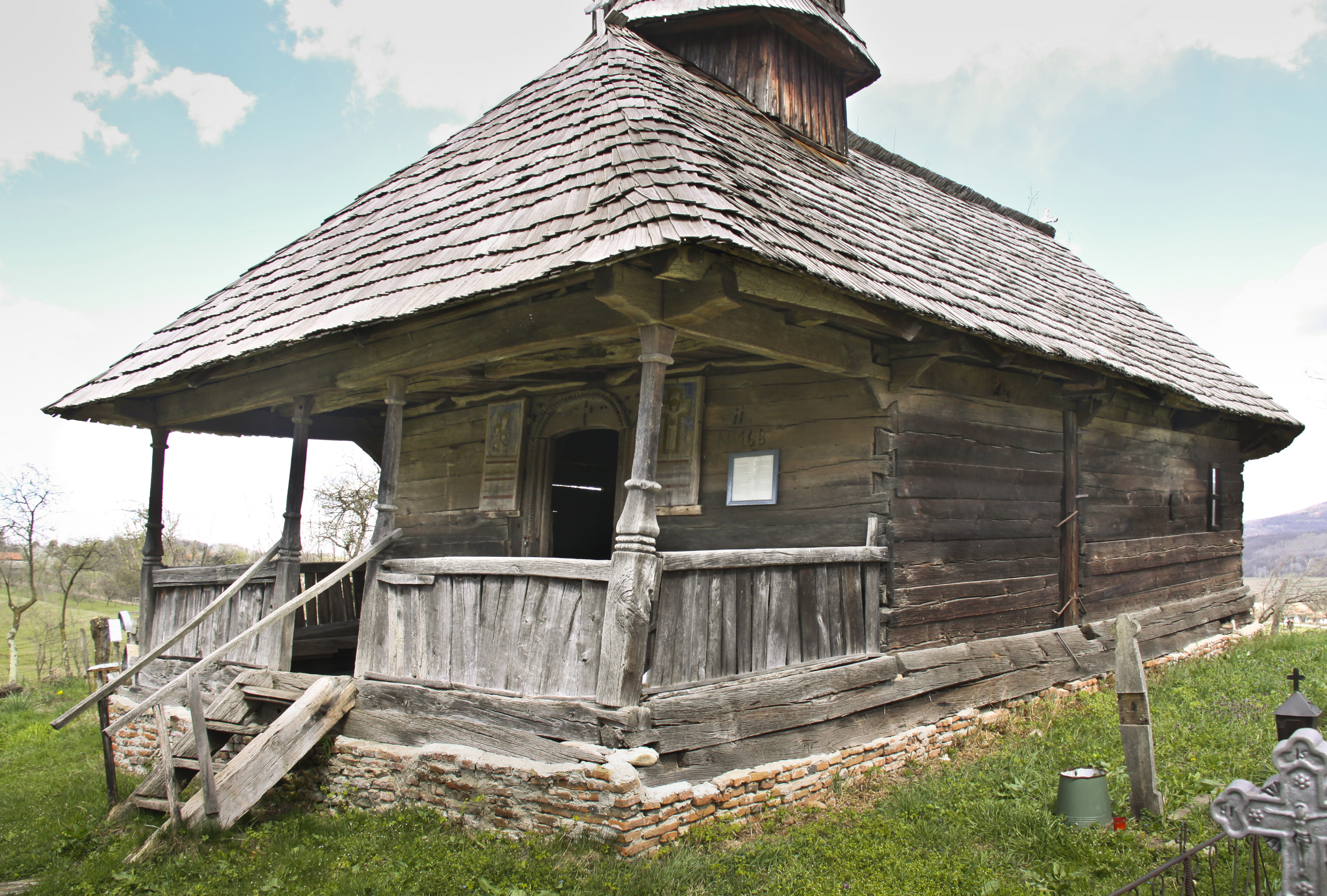
sud-vest
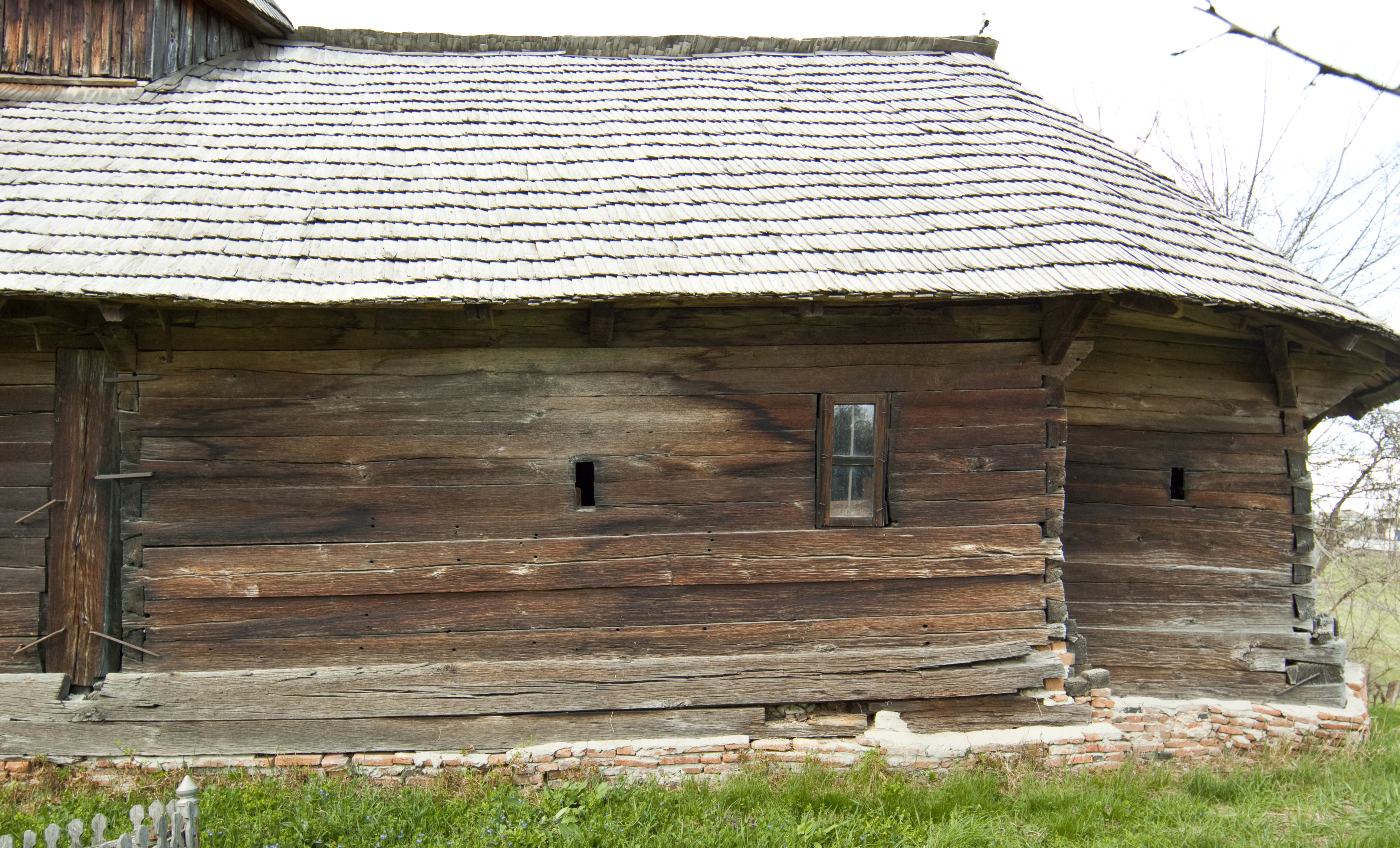
partea veche
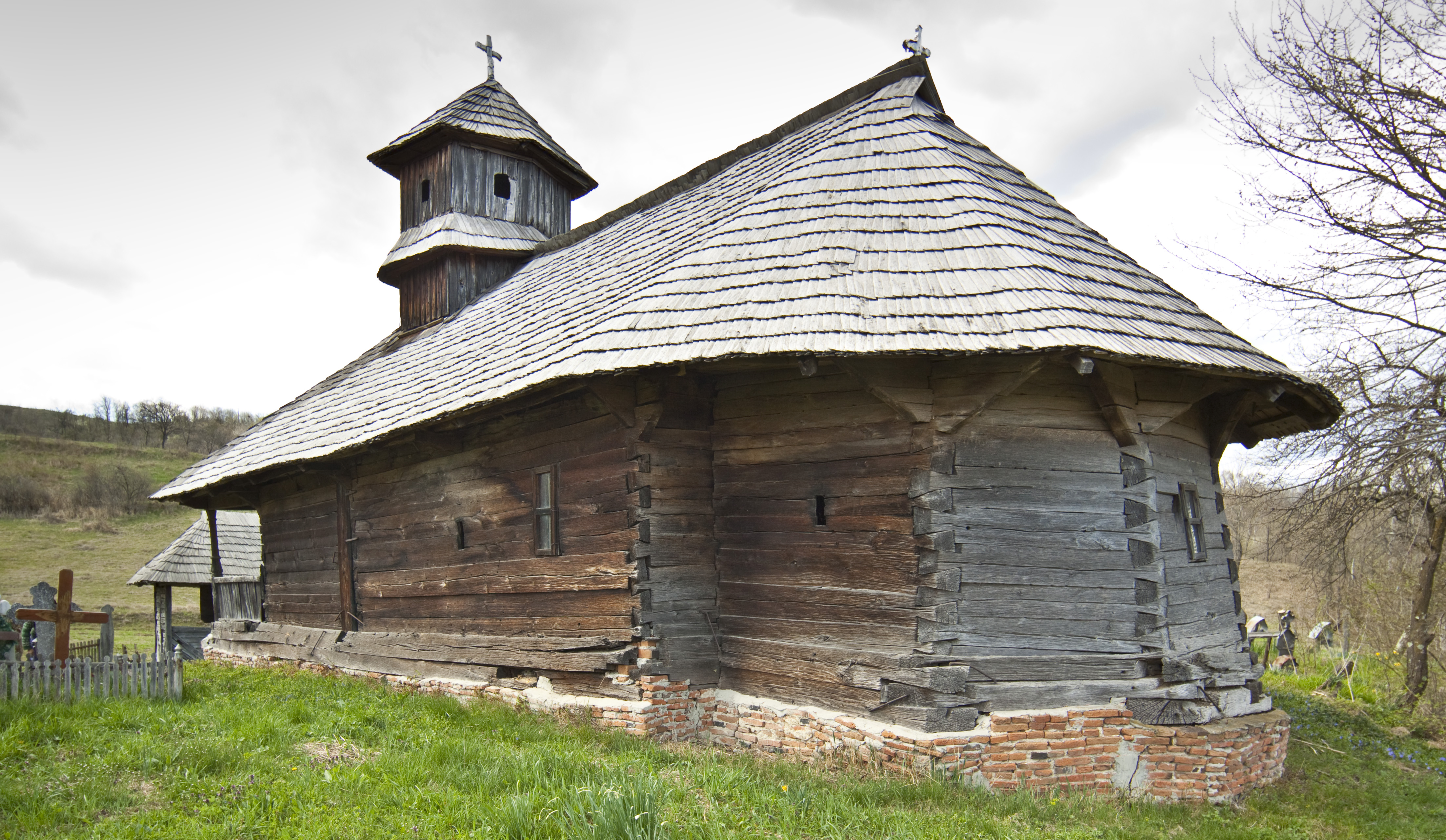
sud-est
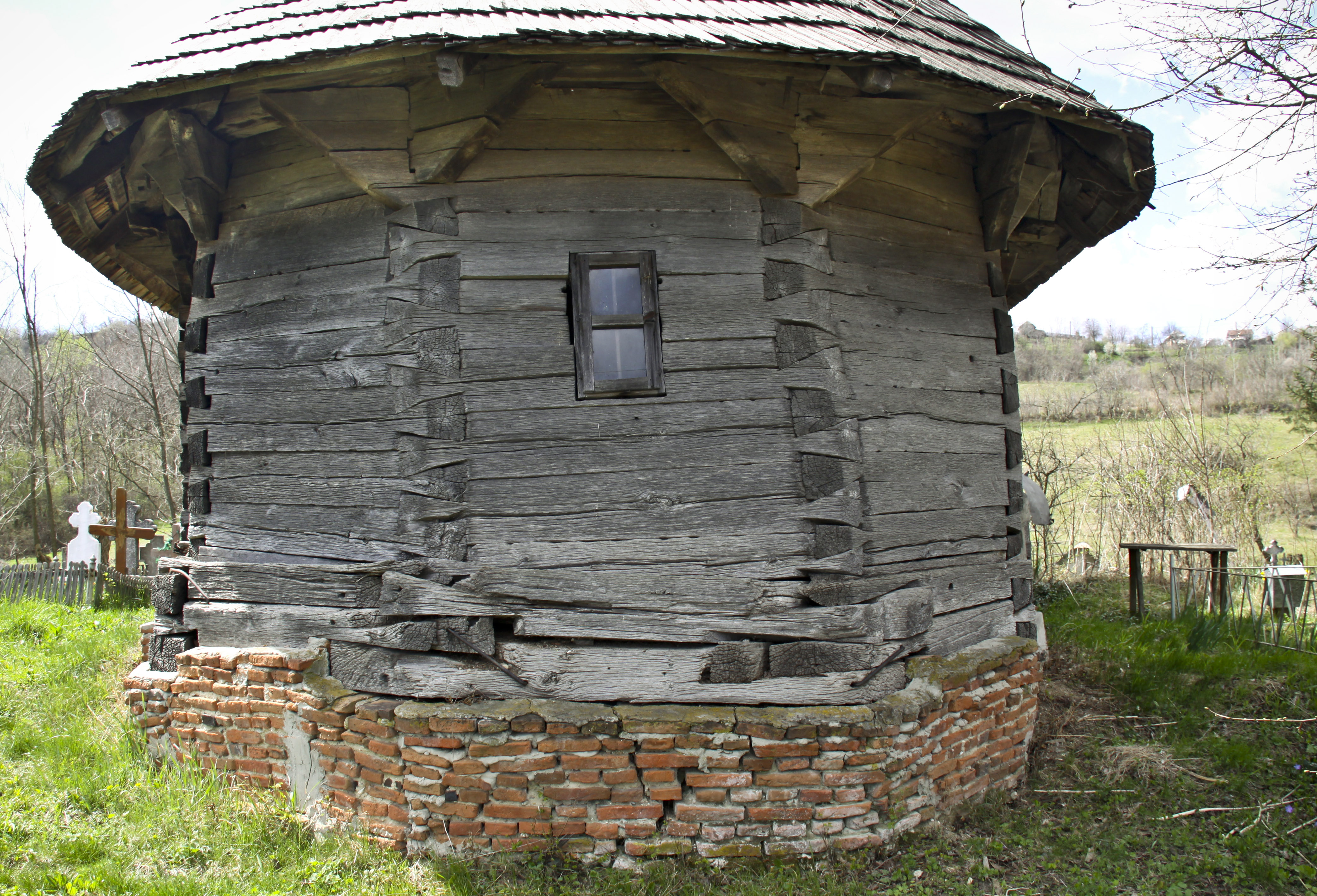
dosul altarului
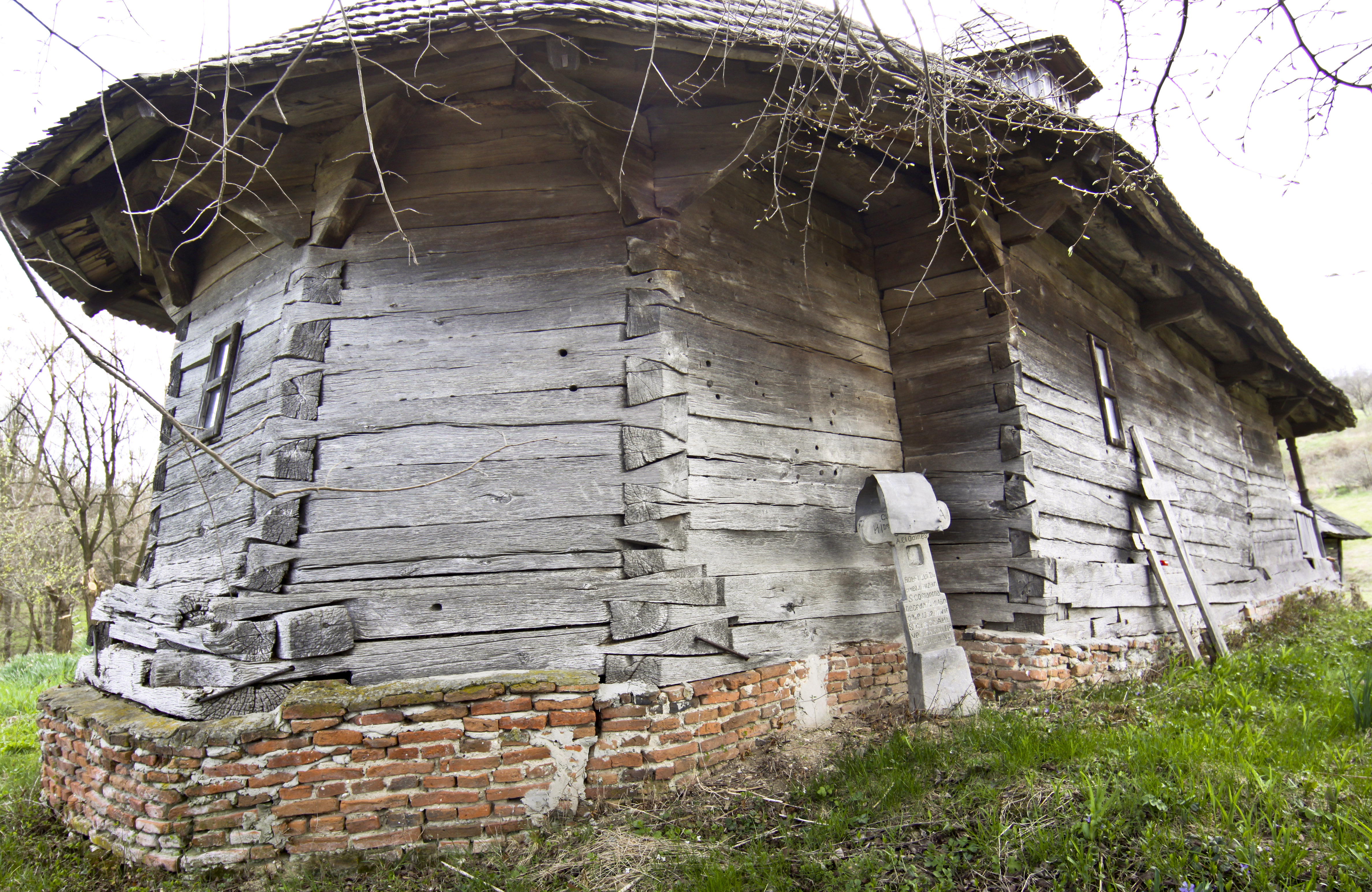
butea, nord-est
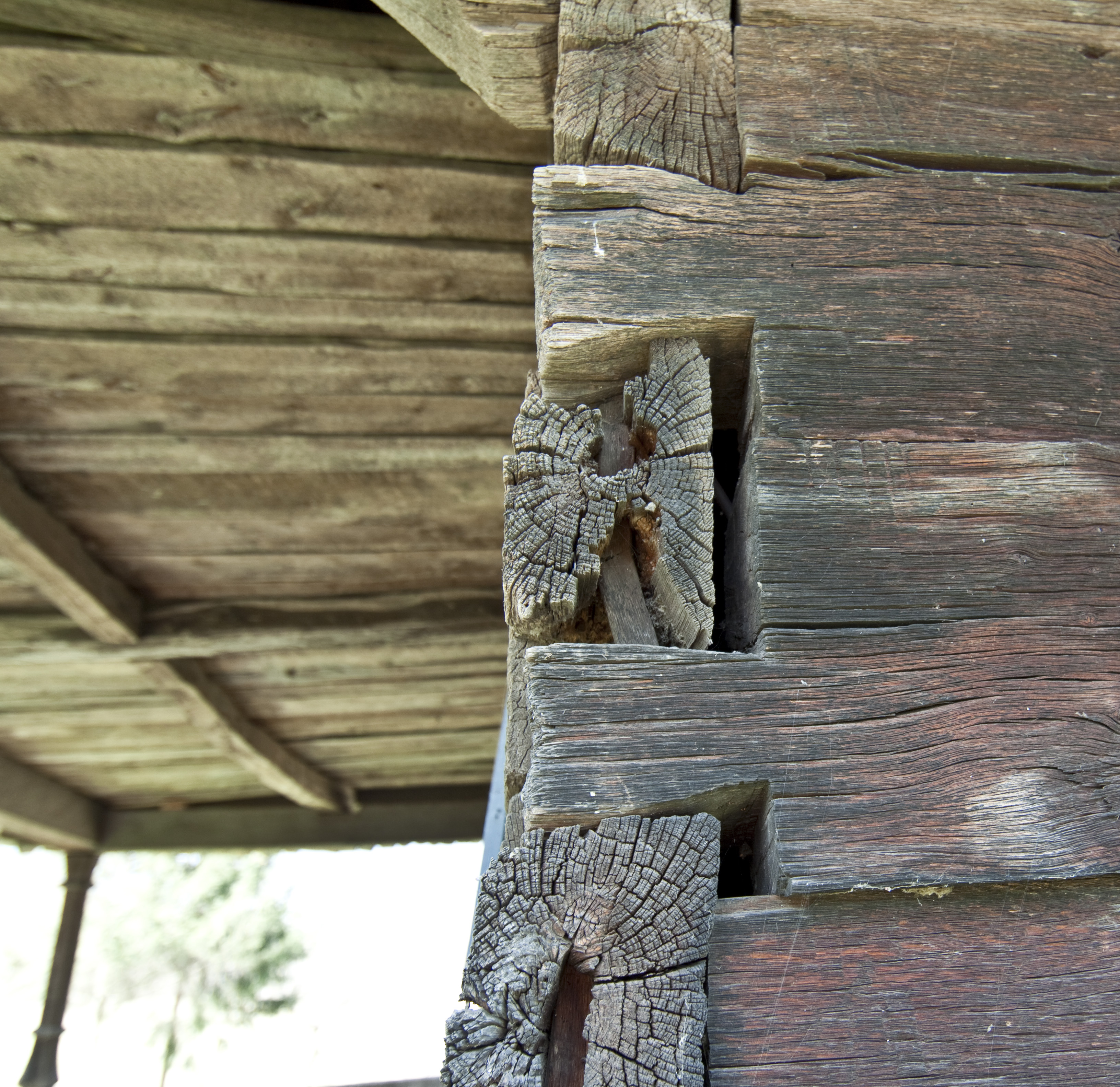
cheotori
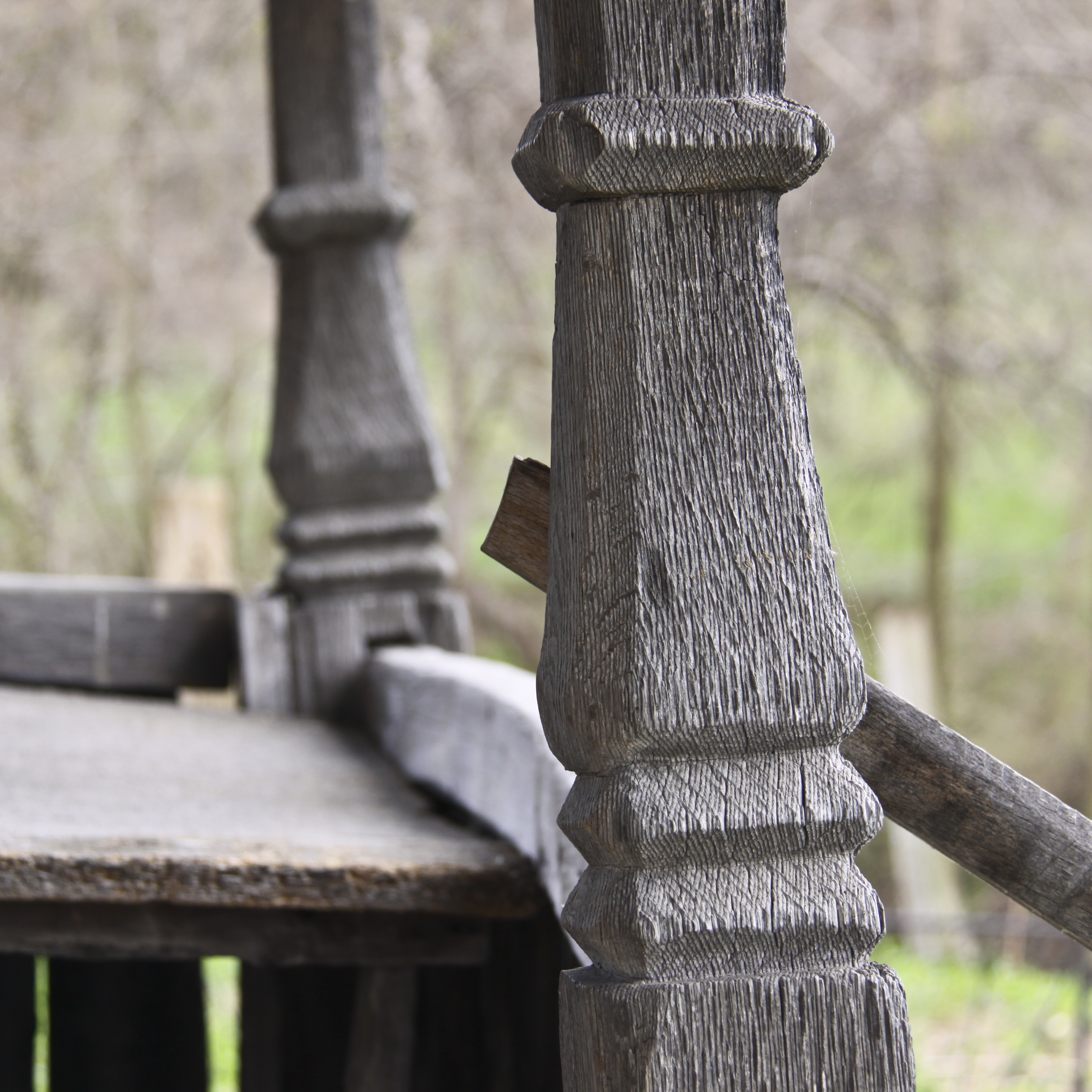
detaliu stâlp
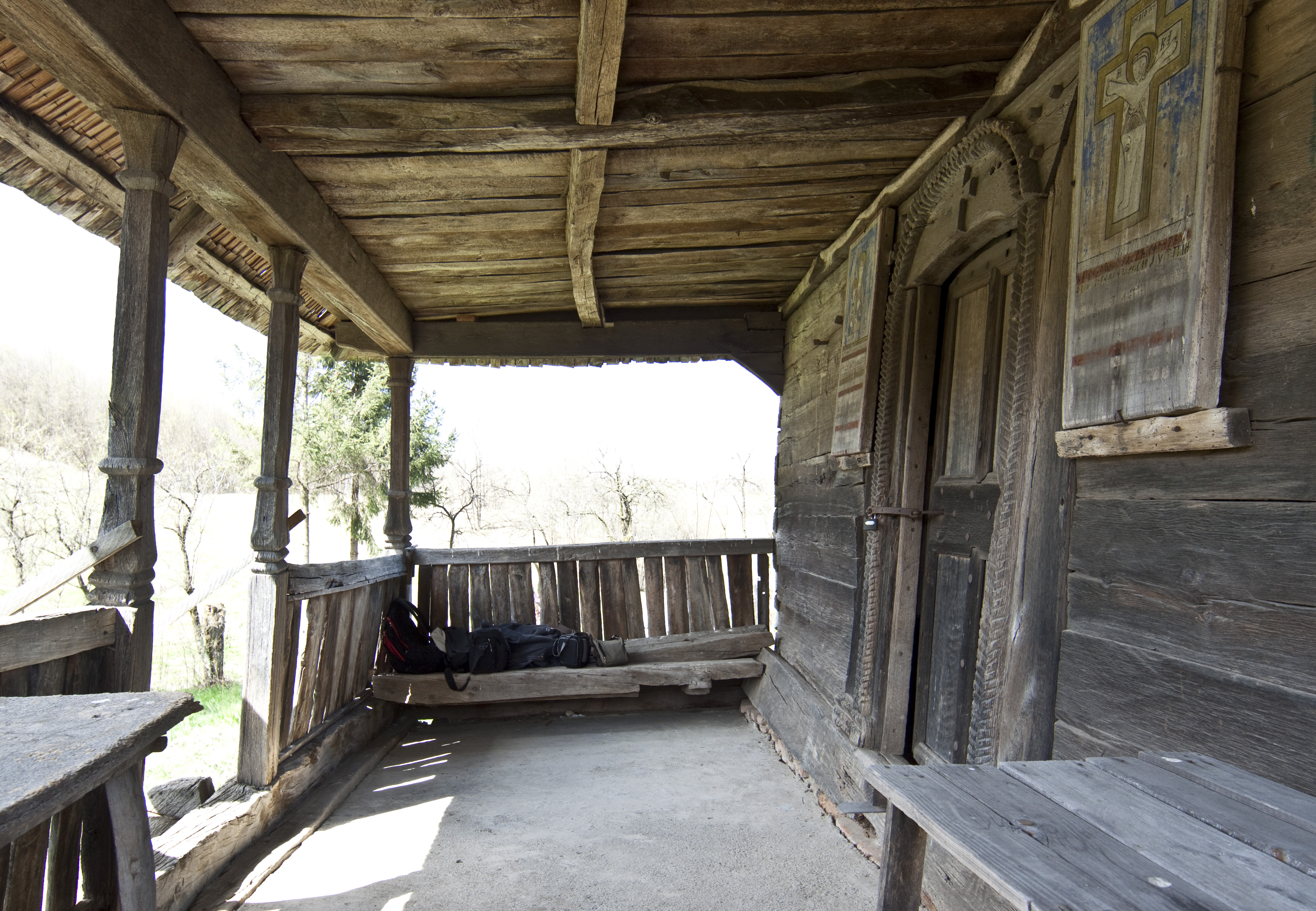
pridvorul
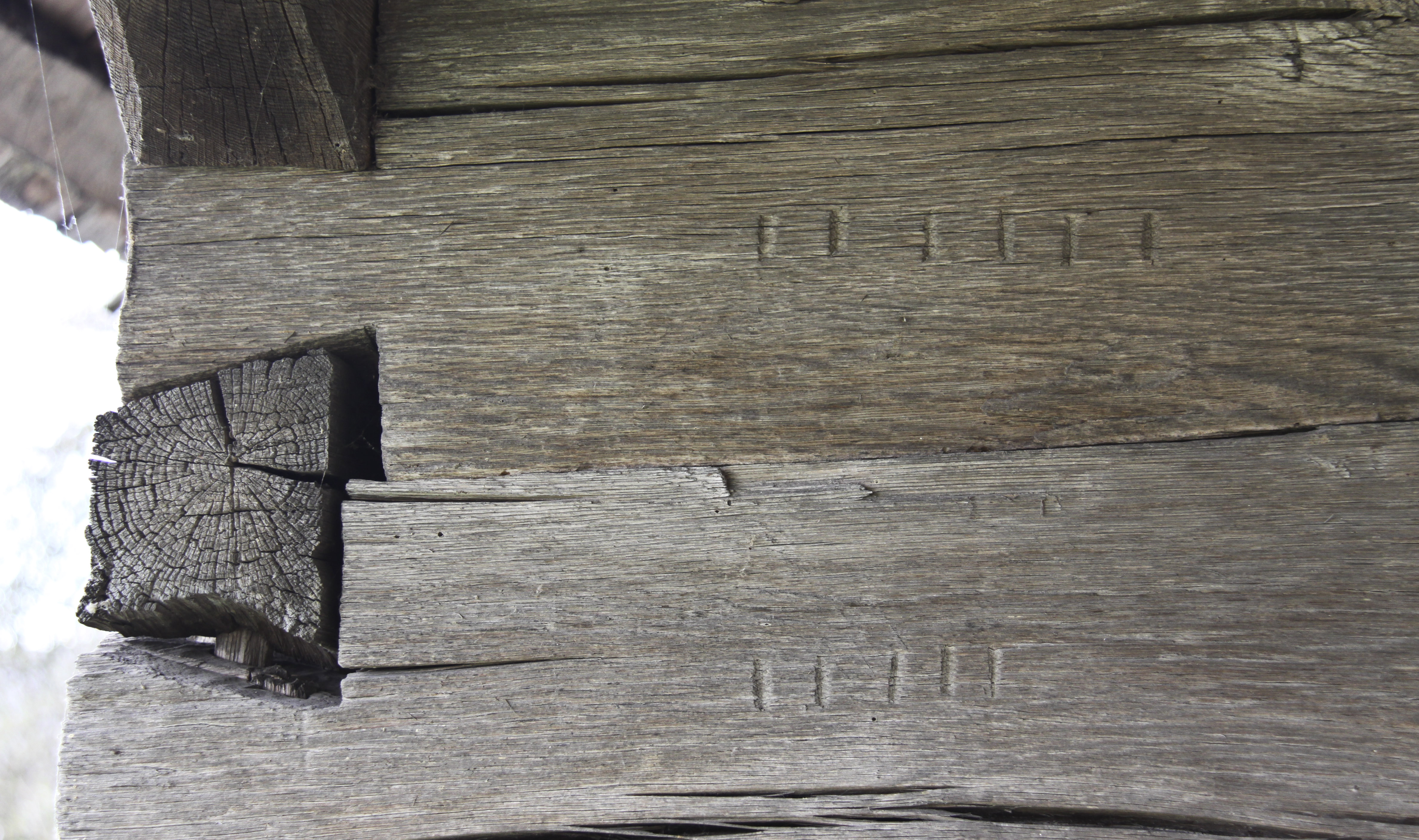
semne de mutare pe tindă

## Imagini din interior

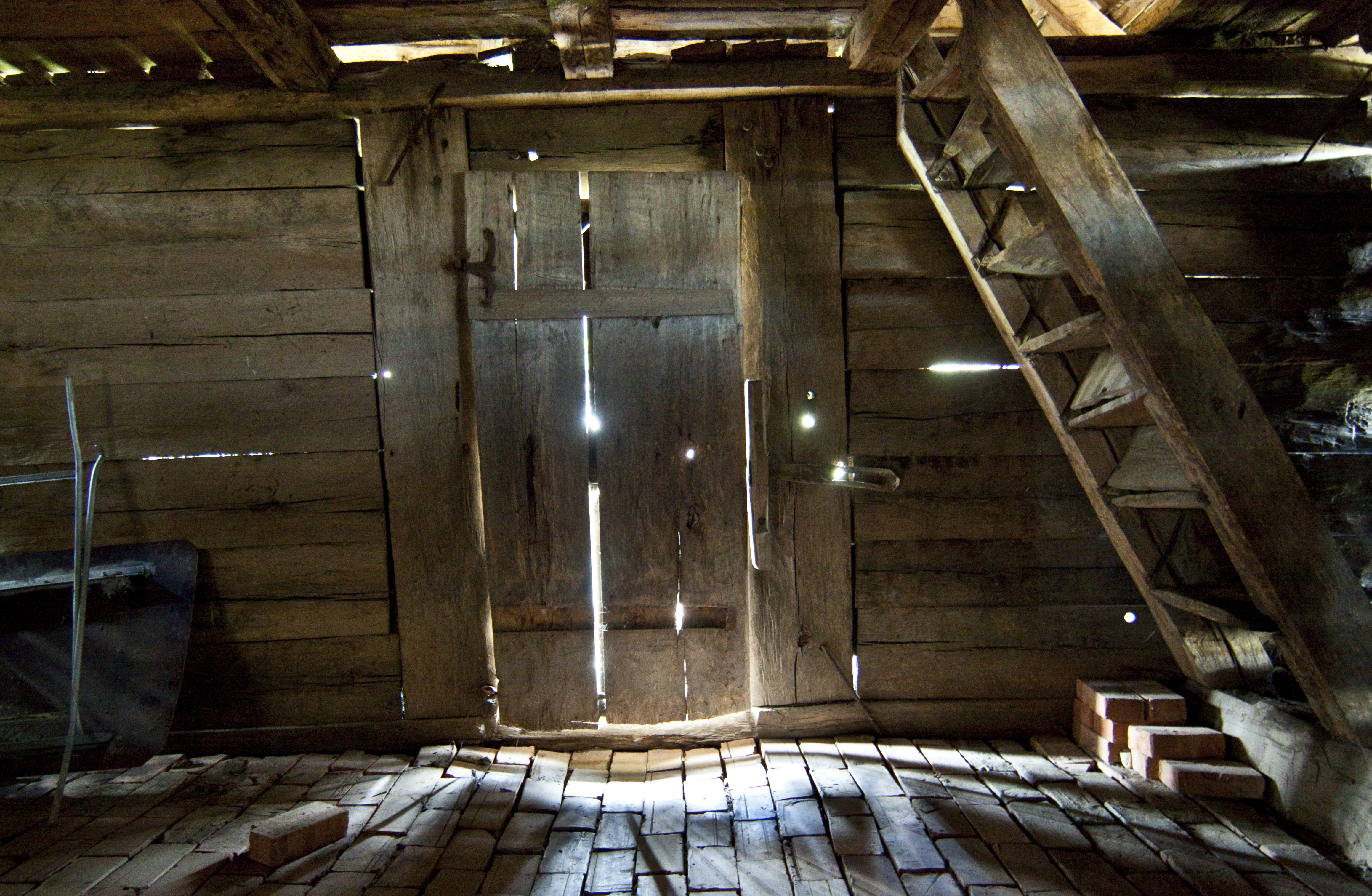
tinda, vest
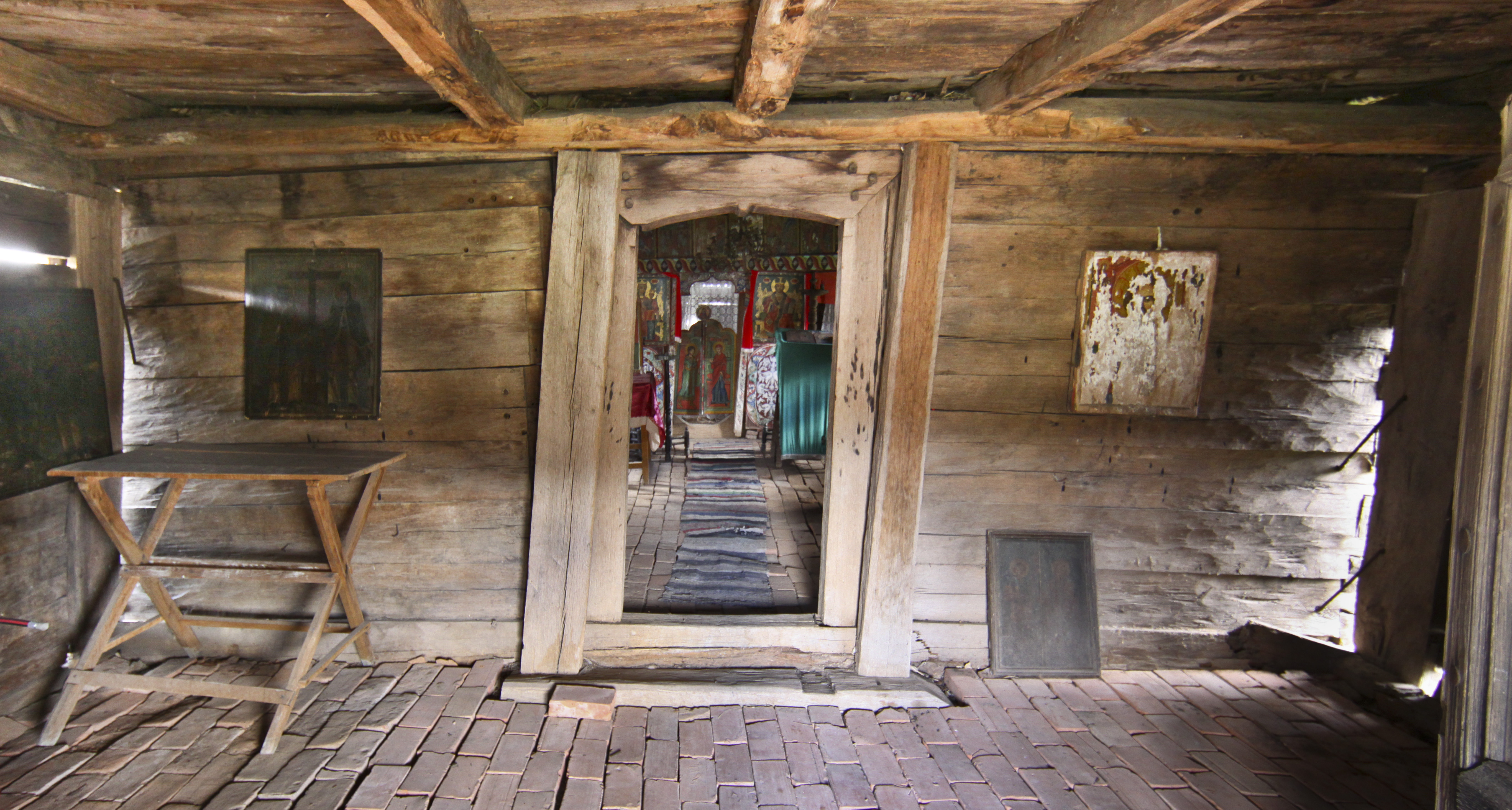
tinda, est
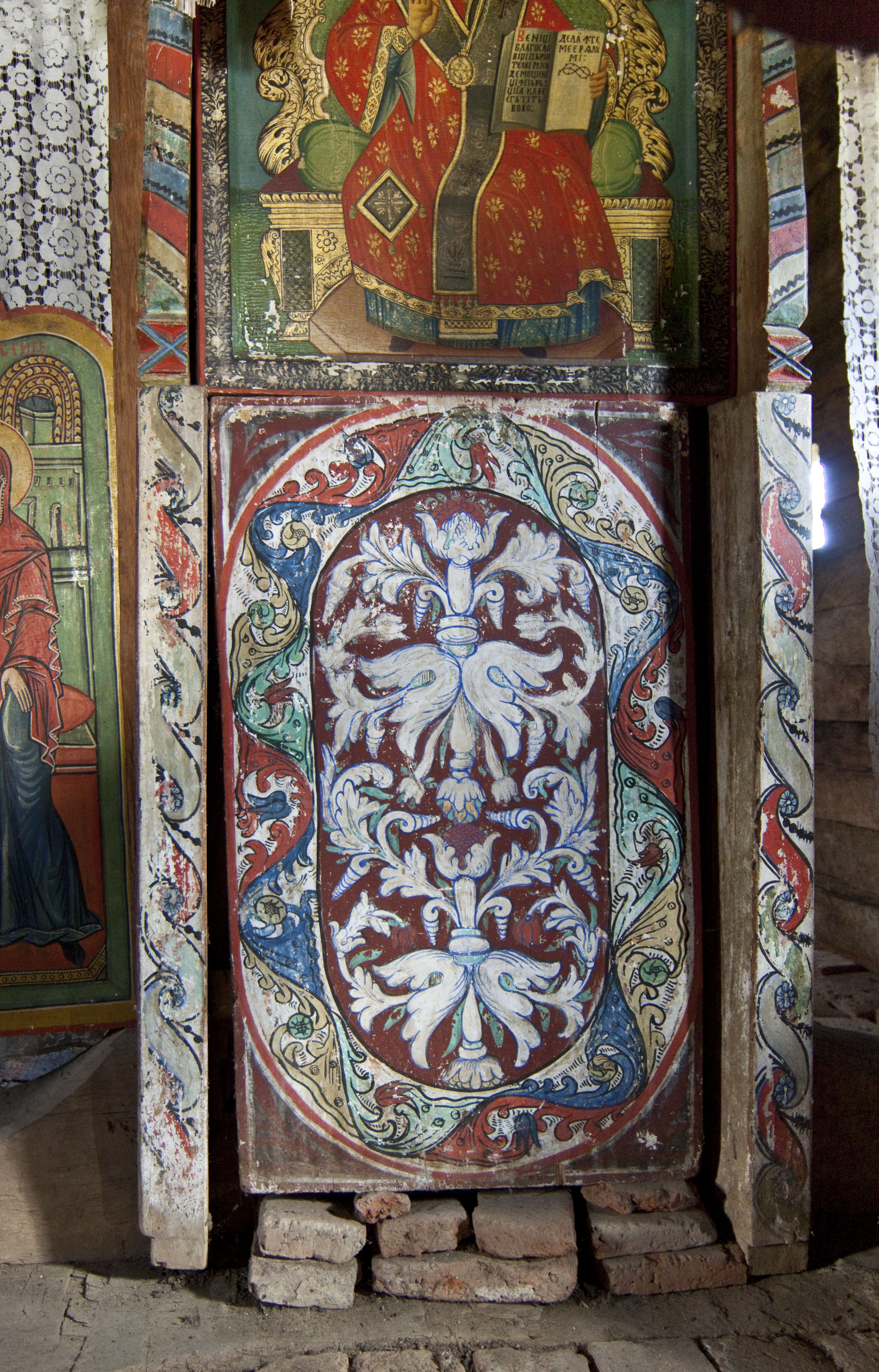
poală de icoană împărătească
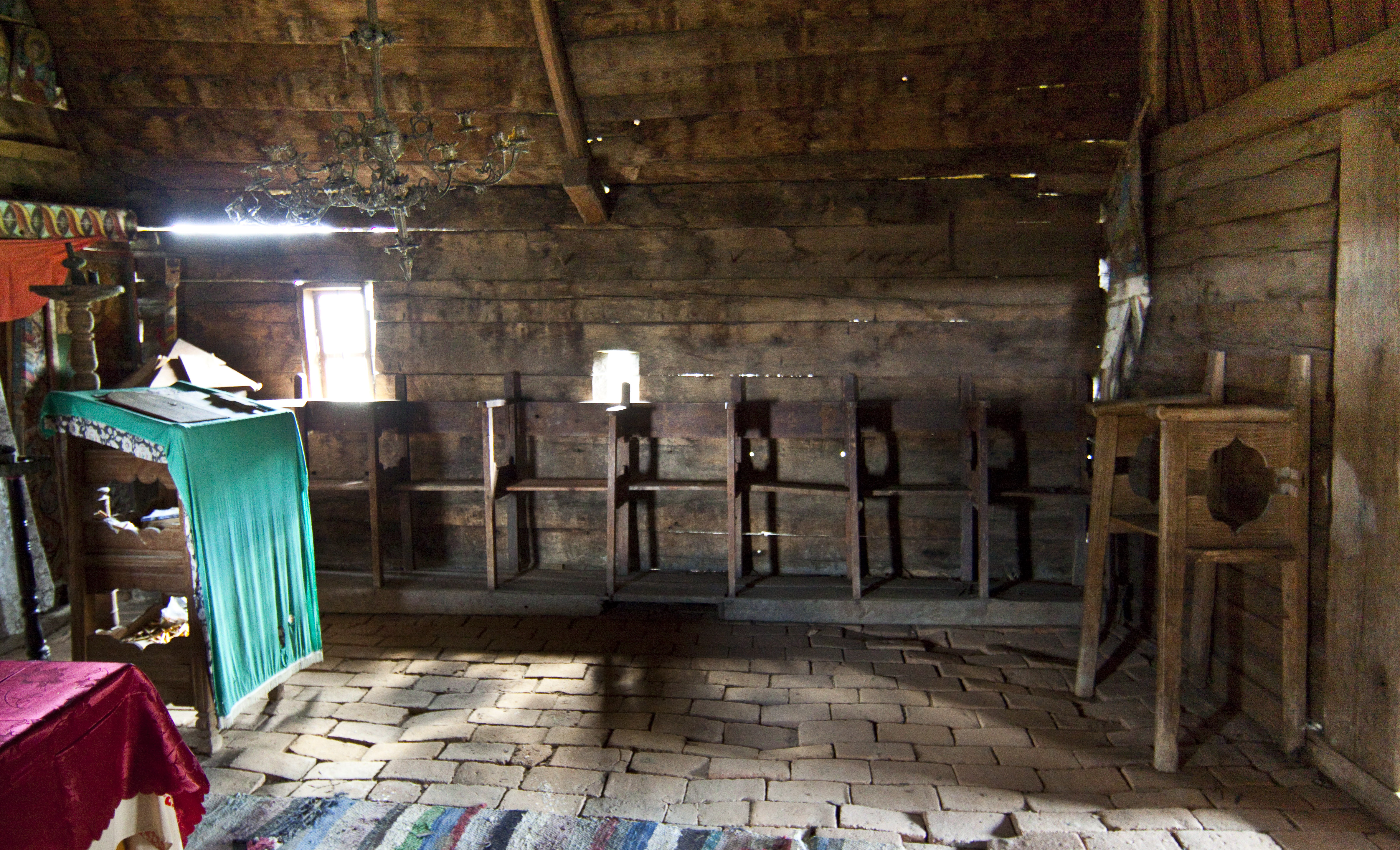
naos, sud
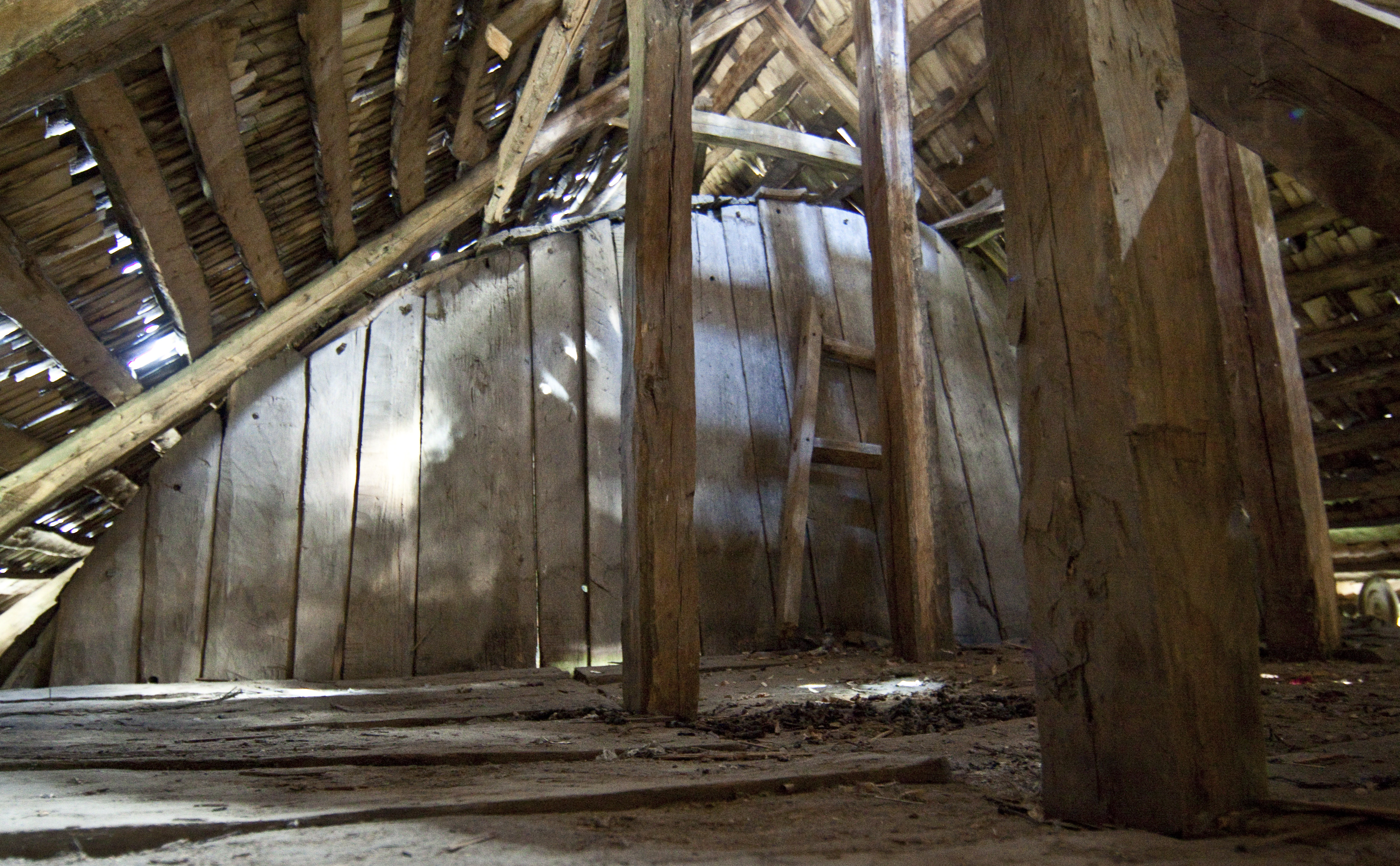
în pod
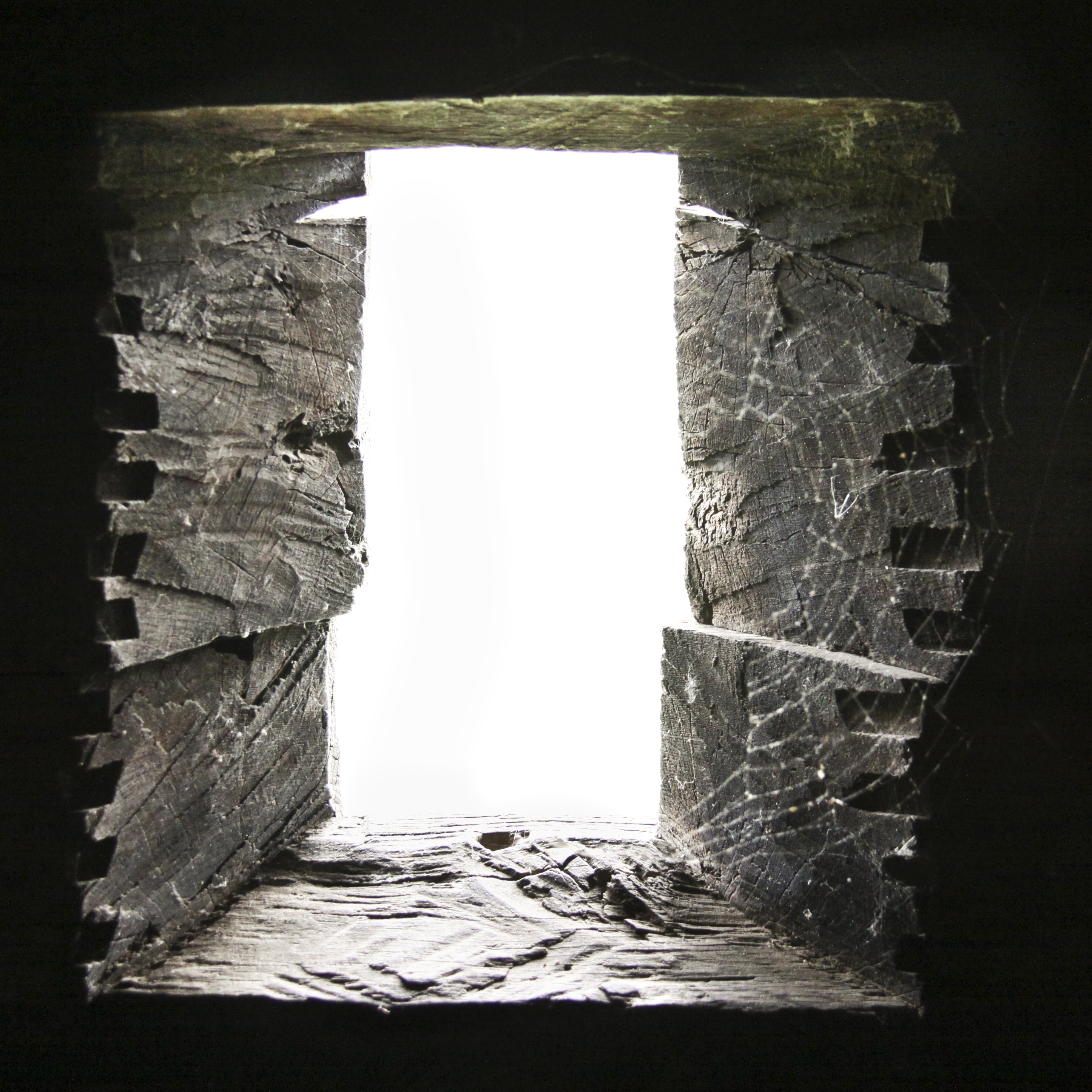
fereastră
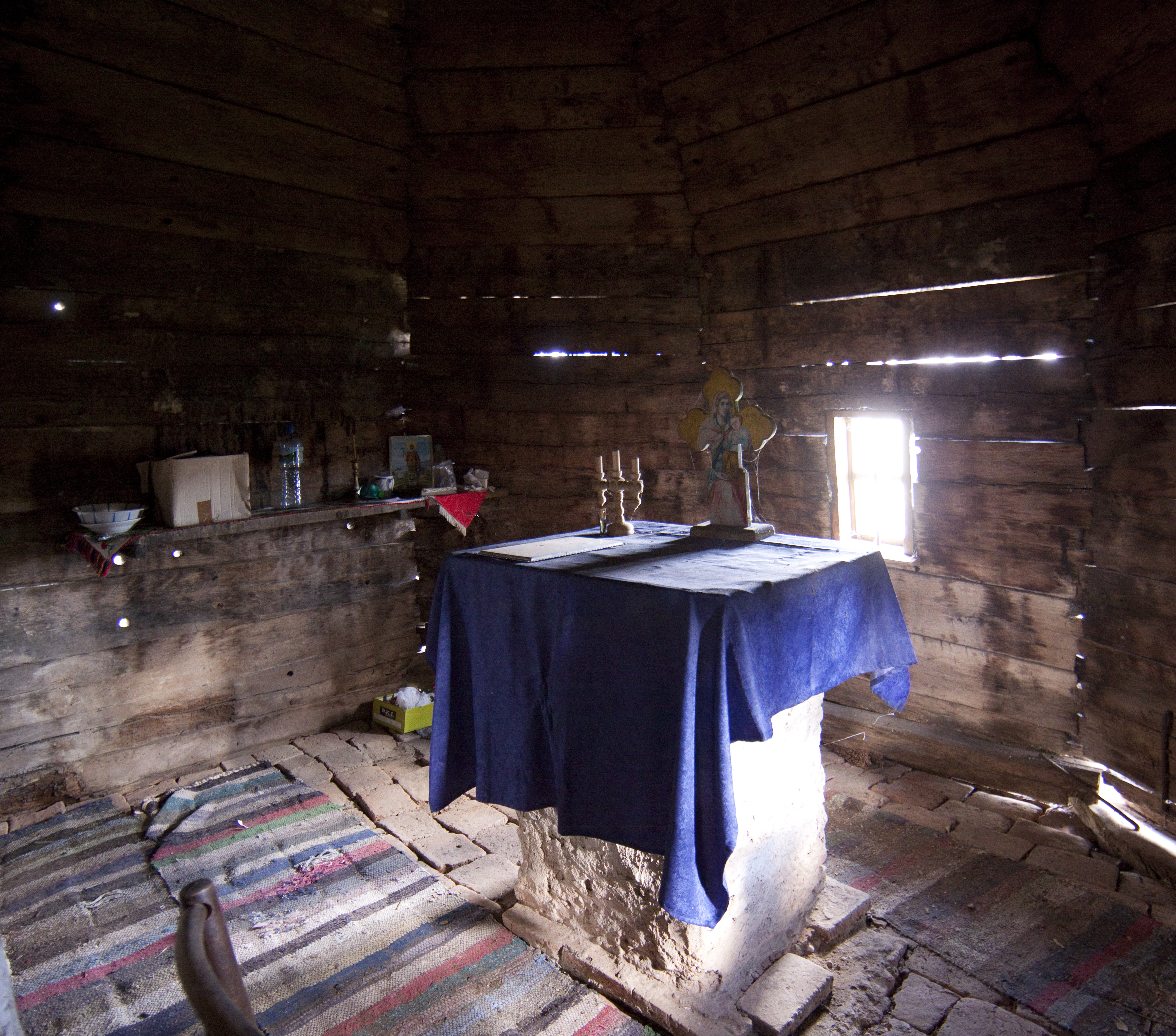
în altar
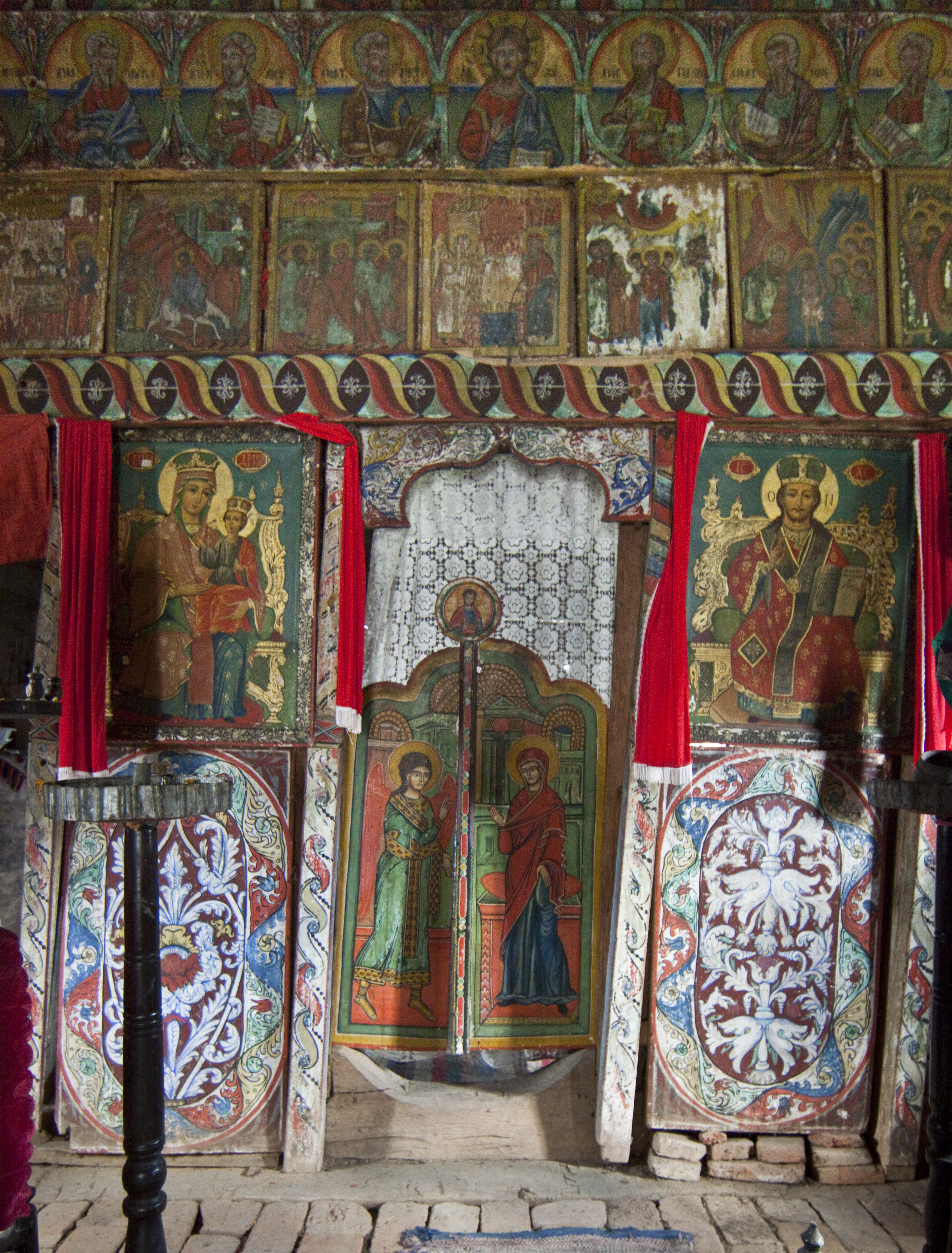
iconostas 1849
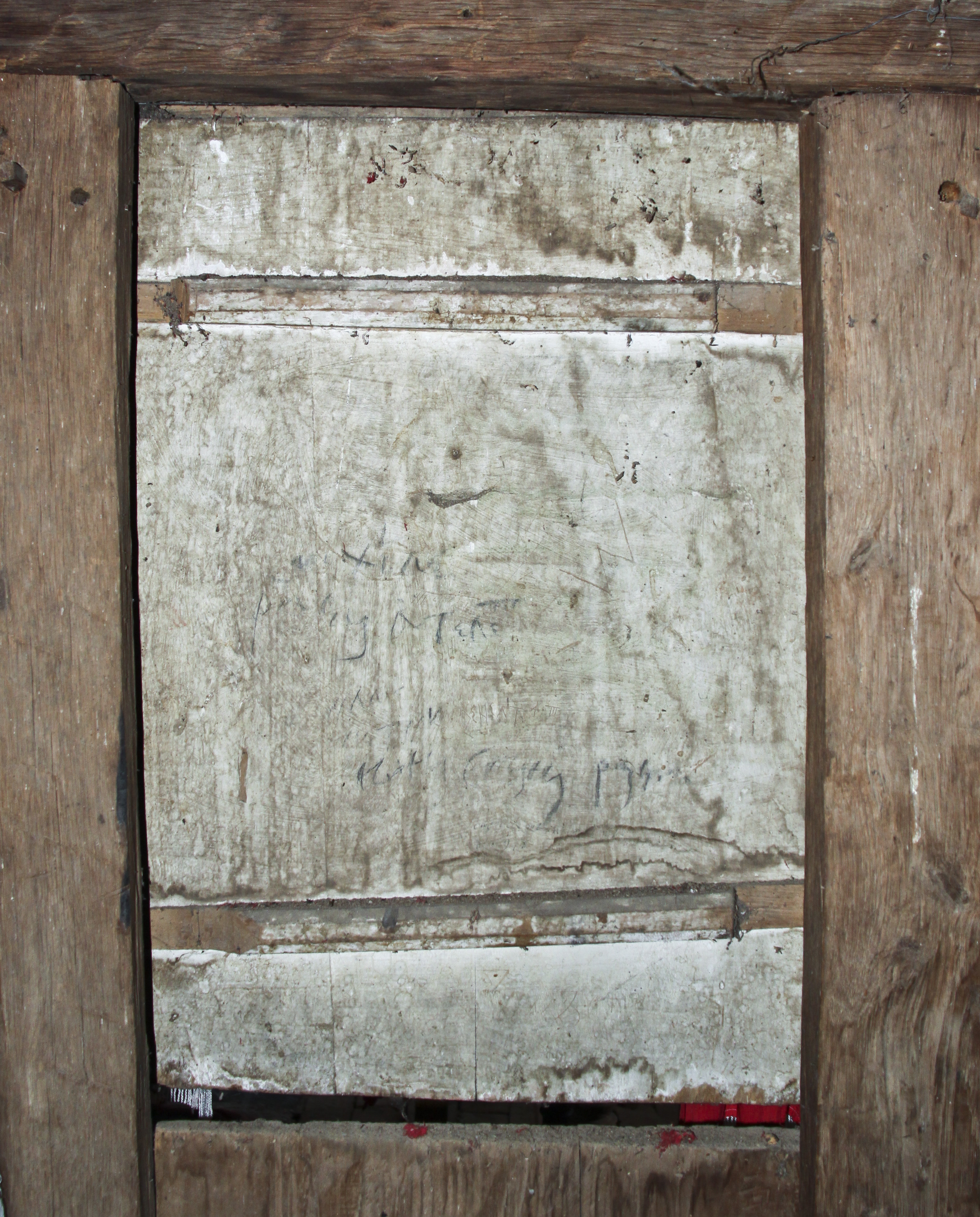
grafiti
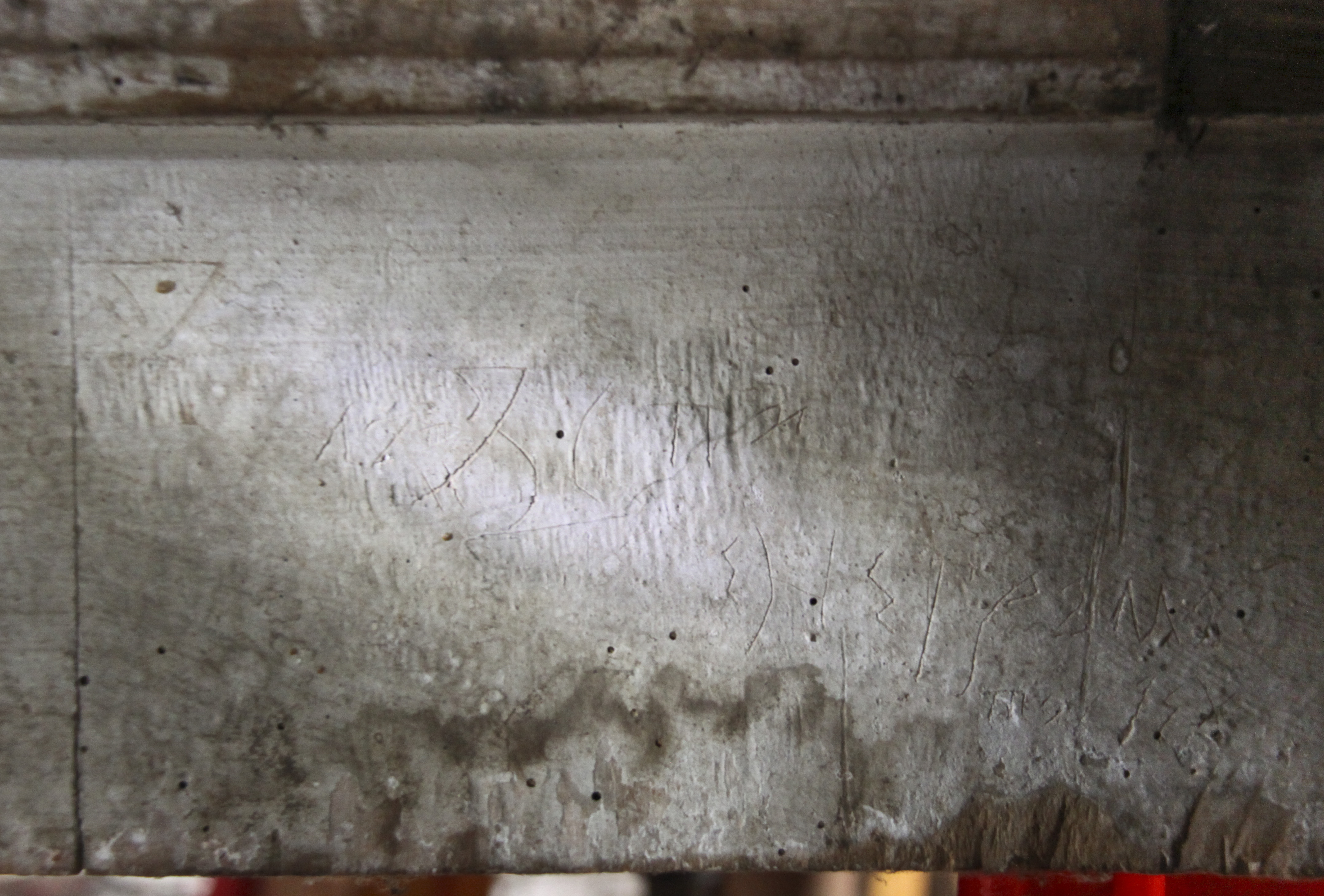
„7288 Ene grămăticu”